# Marie-Joseph Nicolas
Marie-Joseph Nicolas, né Alain Auguste Yves Nicolas à Fontenay-le-Comte le 31 juillet 1906 et mort à Toulouse le 22 avril 1999 est un dominicain, professeur de théologie dogmatique à la Faculté de théologie de Toulouse de 1936 à 1976 dont il fut doyen (1970-1976).

## Présentation
Il se réclamait du thomisme et a été l'auteur de nombreux articles et livres : Theotokos, le Mystère de Marie (1966), Évolution et christianisme (1973), Théologie de la résurrection (1982), La Grâce d’être prêtre (1986), Court traité de théologie (1990).